# مكتوم بن بطي آل مكتوم
مكتوم بن بطي بن سهيل الياسي (مكتوم الأول)، هو أول أمير من آل بو فلاسة من قبيلة بني ياس، وهو الجد المؤسس لسلالة آل مكتوم وإليه يُنسب آل مكتوم حكام إمارة دبي في إمارات الساحل المتصالح. والدته هي الشيخة فاطمة بنت سعيد بن راشد بن شرارة الراشدي الفلاسي. حكم من 9 يوليو 1833م – 1852م. توفي في ولاية شناص (في سلطنة عُمان حاليًا).

## حياته
سيطر الشيخ مكتوم على حصن دبي وأعلن استقلاله عن أبوظبي عام 1833م. طلب المساعدة من الشيخ سلطان بن صقر القاسمي الذي أرسل قوات تسانده ضد أي هجوم ظبياني وانضم إلى الشيخ مكتوم ألبو فلاسة. وحجز الشيخ خليفة بن شخبوط بن ذياب آل نهيان أمواله في أبوظبي ورفض وساطة القاسمي فجرد القاسمي وجرت بينهم عدة وقائع حاصر بعدها القواسم أبوظبي مدة عام تقريباً حتى تدخل شيخ بندر لنجة محمد بن قضيب القاسمي بالصلح عام 1834م وظل التوتر حتى تدخل شخبوط بن ذياب بن عيسى آل نهيان وجمع ابنه والقاسمي ومكتوم وأصلح بينهم باعتراف أبوظبي باستقلال دبي.

## أحداث الفترة
وفي سنة 1836م توفي زعيم آل أبي فلاسة ورئيس فرع الرواشد وحاكم دبي الشيخ عبيد بن سعيد بن شرارة واستلم الشيخ مكتوم زمام الأمور نهائياً.
وفي سنة 1838م فكر الشيخ خليفة في استعادة دبي وهاجمها وأهلها في الغوص وأحتل برج الساحل وعاد أهالي دبي وطردوا الحامية الظبيانية.
وفي سنة 1843م عادت الأمور إلى التفاهم بين أبوظبي ودبي وتعاون الشيخ خليفة مع الشيخ مكتوم في تصفية حسابات قديمة في البريمي ضد تحالف قبائل الشوامس والفضلة وبني قتب وأخضعوا تلك القبائل وربما أنه فقد إحدى عينيه في هذه الأحداث.
وفي سنة 1845م اتفق مع شيخ أبوظبي والسيد حمود بن عزان على التصدي للنشاط السعودي في ساحل الخليج العربي.
وفي سنة 1845م تولى الآمر في أبوظبي سعيد بن طحنون آل نهيان وناصب الشيخ مكتوماً العداء واتفق مع القواسم على سحق الإمارات الصغيرة وحرض الشيخ مكتوم أمراء أم القيوين وعجمان للوقوف معه وسادت أجواء الحرب وهاجم الشيخ صقر بن سلطان القاسمي أم القيوين وتدخلت بريطانيا بفرض هدنة.
وفي سنة 1852م قام الشيخ مكتوم بزيارة ودية إلى مسقط وعرج طريق عودته على جزيرة قشم، أصيب برمح في عينه نتيجة معركه كان يقودها ودفن في شناص العمانية قرب الشاطئ وتولى أخوه سعيد بن بطي آل مكتوم شريكه في السراء والضراء حكم الإمارة.
| سبقه - | أسرة آل مكتوم 1833 - 1852 | تبعه سعيد بن بطي آل مكتوم |